# Застава Мекленбурга-Западне Помераније
Застава Мекленбург-Западне Помераније је застава немачке савезне државе Мекленбург-Западна Померанија. То је тробојка сачињена од плаве, беле и црвене боје. У средини се налазе две жуте вертикалне линије, а између њих грб Мекленбурга.

## Дизајн
Застава се састоји од пет хоризонталних пруга: плаве ( ултрамарин), беле, жуте, беле и црвене (цинобоје). висине заставе према тежини је једнак 3:5. Боје су комбиноване од застава две историјске области земље, плаво-беле заставе Западне Помераније и плаво-жуто-црвене заставе Мекленбурга.

## Историја
26. марта 1813. године, по наредби великог војводе Фридриха Франца, Велико војводство Мекленбург-Шверин је усвојило три хоризонталне пруге једнаке ширине: плаве, жуте и црвене. Плава боја је представљала историјско господство Роксток, жута боја Мекленбург, а црвена, историјску жупанију Шверин.

### Провинција Померанија
22. октобра 1882. плава и бела су законски дефинисане као боје провинције, укључујући и успостављање заставе. Била је хоризонтално подељена на две једнаке пруге: светлоплаву на врху и белу на дну. Однос висине и ширине био је једнак 2:3. Плава је била званично дефинисана као пруска плава (тамноплава), међутим, није била популарна, а предност је била светлоплава. Застава је коришћена до 1935. године, када је нацистичка Немачка забранила својим покрајинама да вијоре њене заставе, наређујући им да их замене националном заставом.